# Autochthone Rückenmuskulatur

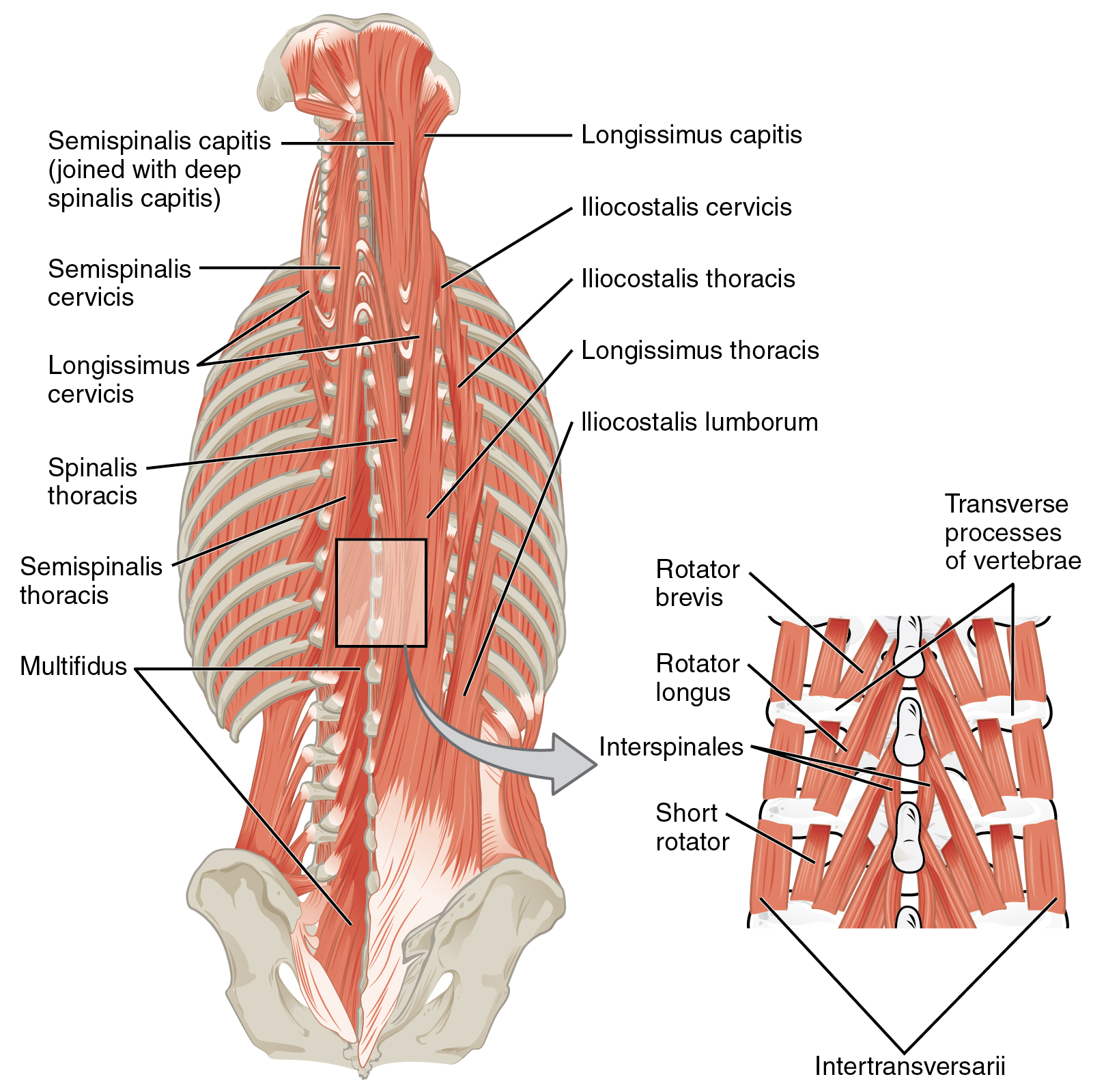
Zur autochthonen Muskulatur des Rückens gehören mehrere Reihen verschieden weit ausgreifender Muskelsysteme zweier Trakte

Die autochthone  Rückenmuskulatur (von Altgriechisch αὐτός autós „selbst“ und χθών chthōn „Erde“, also etwa „einheimisch“, „ortsfest“ oder „alteingesessen“, also „ortsständige Rückenmuskulatur“) bildet den wichtigsten Teil des aktiven Bewegungsapparates des Rückens bei Wirbeltieren und liegt als ursprüngliche tiefe Muskelschicht unmittelbar dem Achsenskelett auf.
Im Gegensatz zur überlagernden allochthonen („eingewanderten“) Rumpf-Schultergürtel-Muskulatur (z. B. Musculus latissimus dorsi, Musculus trapezius) entwickelt sich die autochthone Muskulatur des Rückens bei einem Individuum dort, wo sie auch liegt. Sie erstreckt sich beiderseits entlang der Wirbelsäule vom Becken über den Brustkorb zum Kopf und wird wegen ihrer Funktion als Aufrichter und Stabilisator der Wirbelsäule oft auch der Einfachheit halber Musculus erector spinae genannt. 
Außer dem entwicklungsgeschichtlichen Kriterium wird die autochthone Rückenmuskulatur über zwei anatomische Merkmale definiert:

- Sie wird aus den Rückenästen (Rami dorsales bzw. posteriores) der Spinalnerven innerviert, während die übrige Skelettmuskulatur durch die Bauchäste (Rami ventrales bzw. anteriores) der Spinalnerven innerviert wird,
- und sie liegt eingepackt in die Fascia thoracolumbalis.

Mit dieser Definition gehören zur autochthonen Rückenmuskulatur keine Muskeln des Rumpfes ventraler Abkunft (wie etwa die Zwischenrippenmuskeln, die Bauchmuskeln oder die Musculi serrati anterior, posterior superior und posterior inferior). Die Musculi levatores costarum liegen zum Teil außerhalb der Fascia thoracolumbalis und erfahren eine Doppelinnervation aus Rami dorsales und Rami ventrales der Spinalnerven, weshalb sie in manchen Lehrbüchern nicht zusammen mit der restlichen autochthonen Rückenmuskulatur behandelt werden.
Die autochthone Rückenmuskulatur lässt sich nach ihrer Innervation über laterale Zweige (Rr. laterales) oder aber über mediale Zweige (Rr. mediales) des Rückenastes (R. dorsalis) eines Spinalnervs jederseits in zwei Züge unterscheiden, einen lateralen und einen medialen Trakt, deren Muskeln jeweils wiederum in verschiedene Systeme unterteilt werden.

## Lateraler Trakt (Tractus lateralis)
Der Tractus lateralis oder superficialis wird von den Rami laterales der Rami dorsales (bzw. posteriores) innerviert. 

### Intertransversales System (Systema intertransversale)
Das intertransversale System besteht aus Muskeln, die von einem Querfortsatz (Processus transversus) zu einem Querfortsatz eines weiter kopfwärts liegenden Wirbels ziehen. Diese Musculi intertransversarii können unterteilt werden:
- Die Musculi intertransversarii mediales lumborum verbinden die Processus accessorii benachbarter Lendenwirbel.

Die Musculi intertransversarii laterales lumborum verbinden die Querfortsätze benachbarter Lendenwirbel und sind strenggenommen nicht zur autochthonen Rückenmuskulatur zu zählen, da sie von Rr. ventrales innerviert werden. Sie können als Analoga der Zwischenrippenmuskeln gesehen werden.
- Die Musculi intertransversarii thoracis verbinden die Querfortsätze benachbarter Brustwirbel.
- Die Musculi intertransversarii posteriores cervicis verbinden die Tubercula posteriora benachbarter Halswirbel.

Die Musculi intertransversarii anteriores cervicis verbinden die Tubercula anteriora benachbarter Halswirbel und sind strenggenommen nicht zur autochthonen Rückenmuskulatur zu zählen. Auch sie können als Analoga der Zwischenrippenmuskeln gesehen werden.
Bei einseitiger Aktivierung bewirken diese Muskeln eine Neigung, bei beidseitiger Kontraktion eine Streckung der Wirbelsäule.

### Spinotransversales System (Systema spinotransversale)
Die Muskeln ziehen von den Dornfortsätzen (Processus spinosi) zu Querfortsätzen der weiter kopfwärts liegenden Wirbel. Zu diesem System gehören nur zwei Muskeln:
- Musculus splenius cervicis
- Musculus splenius capitis

Bei einseitiger Aktivierung bewirken diese Muskeln eine Drehung der Halswirbelsäule und des Kopfes zur Seite der Aktivierung. Bei beidseitiger Kontraktion bewirken sie eine Streckung der Halswirbelsäule und des Kopfes.

### Sakrospinales System (Systema sacrospinale)
Zu diesem System gehören zwei Muskeln. Sie entspringen am Becken und inserieren an Querfortsätzen und den Rippen.
- Musculus longissimus (thoracis, cervicis et capitis):  Die einseitige Aktivierung bewirkt eine Neigung von Wirbelsäule und Kopf und die Drehung des Kopfes zur gleichen Seite. Die beidseitige Aktivierung streckt Wirbelsäule und Kopf.
- Musculus iliocostalis (lumborum, thoracis et cervicis): Die einseitige Aktivierung bewirkt eine Neigung, die beidseitige eine Streckung der Wirbelsäule.

### Rippenhebemuskeln (Musculi levatores costarum)
Die Musculi levatores costarum ziehen von den Querfortsätzen schräg nach unten (kaudal und lateral) zur nächst tiefer gelegenen Rippe (Mm. levatores costarum breves) oder zur übernächst tieferen Rippe (Mm. levatores costarum longi). Entgegen ihrer Benennung heben diese Muskeln die Rippen nicht, sondern ziehen den Wirbelkörper nach unten und bewirken somit bei einseitiger Kontraktion eine Seitwärtsbeugung und bei beidseitiger Kontraktion eine Dorsalextension (Aufrichten der Wirbelsäule).

## Medialer Trakt (Tractus medialis)
Der Tractus medialis oder profundus wird aus den Rami mediales der Rami dorsales (bzw. posteriores) innerviert.

### Interspinales System (Systema interspinale)
Die Muskeln des interspinalen Systems ziehen von einem Dornfortsatz zu einem weiter kopfwärts liegenden Dornfortsatz. Überspringen sie dabei ein Segment, heißen sie Musculi interspinales, überspringen sie mehr als ein Segment, nennt man sie Musculi spinales:
- Musculi interspinales (lumborum, thoracis et cervicis)
- Musculus spinalis (thoracis, cervicis et capitis)

### Transversospinales System (Systema transversospinale)
Die Muskeln dieses Systems ziehen von den Querfortsätzen zu den Dornfortsätzen weiter kopfwärts liegender Wirbel. Je nach ihrer Länge werden sie unterschiedlich benannt. Überspringt ein Muskel ein Segment, heißt er Musculus rotator brevis, bei zwei Segmenten Rotator longus, zwischen drei und fünf Segmenten nennt man ihn Multifidus und ab sechs Segmenten Semispinalis:
- Musculi rotatores breves et longi (lumborum, thoracis et cervicis)
- Musculi multifidi (lumborum, thoracis et cervicis)
- Musculus semispinalis (thoracis, cervicis et capitis)

## Subokzipitale Muskeln (Musculi suboccipitalesdesTrigonum suboccipitale)

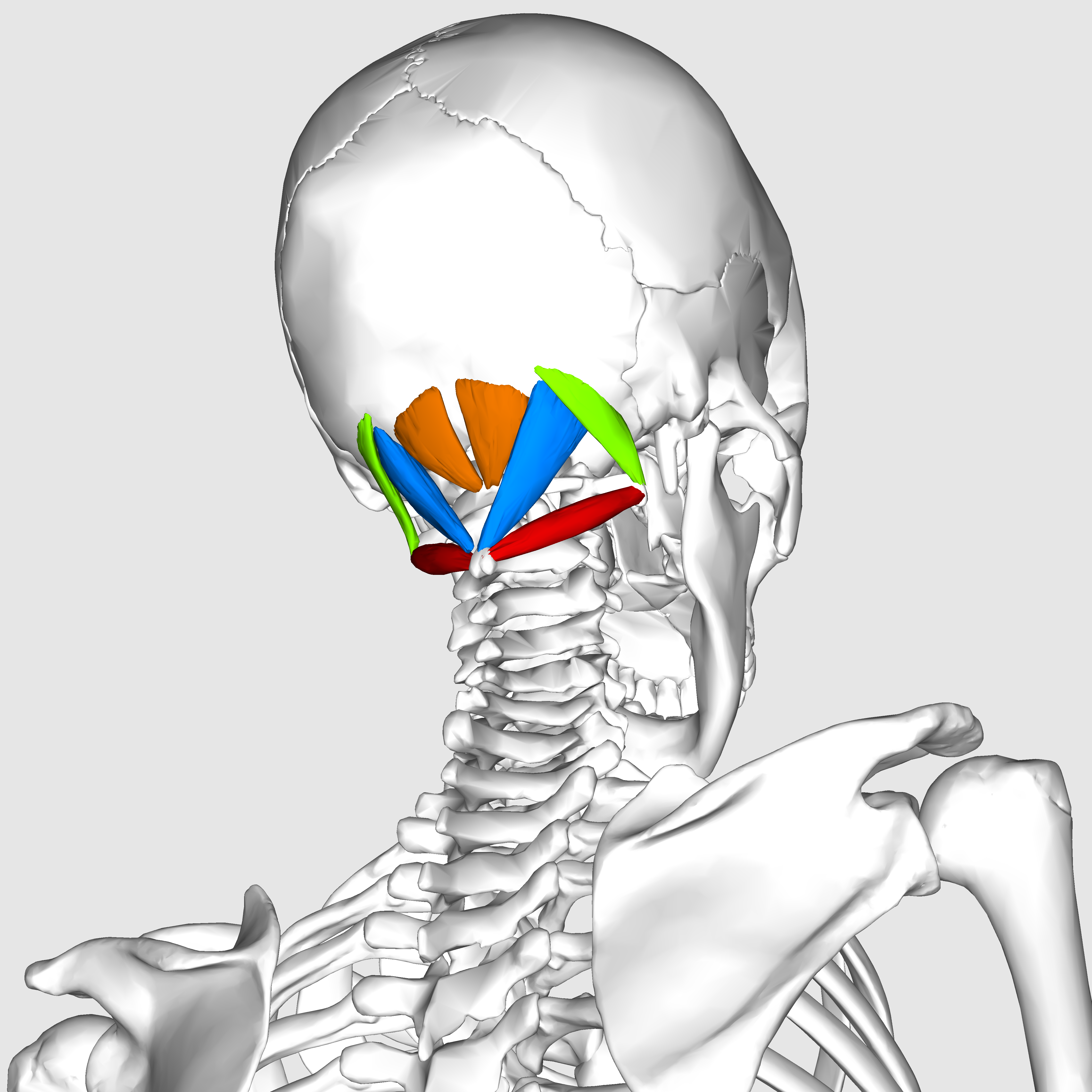
Ebenfalls zur autochthonen Rückenmuskulatur gehören die jederseits vier kurzen Nackenmuskeln; sie bilden die hintere Gruppe der subokzipitalen Muskeln (Musculi suboccipitales) beim Menschen

Die tiefen oder kurzen Nackenmuskeln zählen zu den subokzipitalen Muskeln (Musculi suboccipitales) und werden aus einem (inoffiziellen) Geflecht von Rami dorsales (bzw. posteriores) zervikaler Spinalnerven versorgt. Von besonderer Bedeutung sind sie für eine feinabgestimmte Drehung, Neigung und Dorsalflexion des Kopfes, mit der in den Blick genommenen bewegten Objekten gefolgt werden kann, beziehungsweise für Feineinstellungen der Kopfhaltung. Sie spannen sich unter dem Hinterhaupt etwa in Form eines Dreiecks (Trigonum suboccipitale), als
- Musculus rectus capitis posterior major (– blau dargestellt in nebenstehender Abbildung) vom Dornfortsatz des Axis zur Linea nuchalis inferior (untere Nackenlinie) des Hinterhauptbeins (Os occipitale),
- Musculus rectus capitis posterior minor (– orange in Abbildung) vom Tuberculum posterius atlantis zur Linea nuchalis inferior,
- Musculus obliquus capitis inferior (– rot in Abbildung) vom Dornfortsatz des Axis zum Querfortsatz des Atlas,
- Musculus obliquus capitis superior (– grün in Abbildung) vom Querfortsatz des Atlas zur Linea nuchalis inferior.

Während die drei erstgenannten Nackenmuskeln über Rr. mediales innerviert werden, wird der M. obliquus capitis superior vom lateralen Zweig des R. dorsalis des 1. zervikalen Spinalnerven (C1) innerviert und ist daher nicht dem medialen, sondern dem lateralen Trakt zuzuordnen.
Nicht zur autochthonen Muskulatur des Rückens gehören dagegen der funktionell ähnliche Musculus rectus capitis lateralis wie auch der Musculus rectus capitis anterior – ein prävertebraler Halsmuskel, den Kopf neigend und leicht nach vorne beugend; diese sind ventraler Abkunft, wie ihre Versorgung durch Rami ventrales der obersten Spinalnerven zeigt. Die beiden werden jedoch als vordere Gruppe mit den zuvor genannten vier Nackenmuskeln der hinteren Gruppe als Musculi suboccipitales zusammengefasst.